# Хорошилов, Александр Викторович
Алекса́ндр Ви́кторович Хороши́лов (род. 16 февраля 1984, Елизово, Камчатская область)   — российский горнолыжник, многократный чемпион России, мастер спорта международного класса, участник пяти подряд зимних Олимпийских игр (2006, 2010, 2014, 2018 и 2022). Первый и единственный представитель России, выигравший этап мужского Кубка мира по горнолыжному спорту. Пятое место в слаломе, которое Хорошилов занял на чемпионате мира 2017 года, является высшим достижением для российских спортсменов на чемпионатах мира по горнолыжному спорту за всю историю.

## Биография

### Начало карьеры и успехи на национальном уровне
Родился 16 февраля 1984 года в Елизово Камчатской области. Заниматься горными лыжами начал уже с 5 лет — в секцию привели родители. Они же и поддерживали его все годы.
Учась в школе, тренировался и участвовал в различных детских соревнованиях — как в России, так и за рубежом. После окончания школы поступил в Педагогическое училище в Петропавловске-Камчатском. После окончания училища в 18 лет он переехал в Московскую область в посёлок Деденево. Пару лет спустя был взят в сборную России по горнолыжному спорту. Сначала он выступал только в Кубке Европы. Через некоторое время принимать участие в Кубке мира. Окончил Современную гуманитарную академию (СГУ) по специальности «экономист», затем начал заочное обучение в Российской академии государственной службы (РАГС) по специальности «юрист».

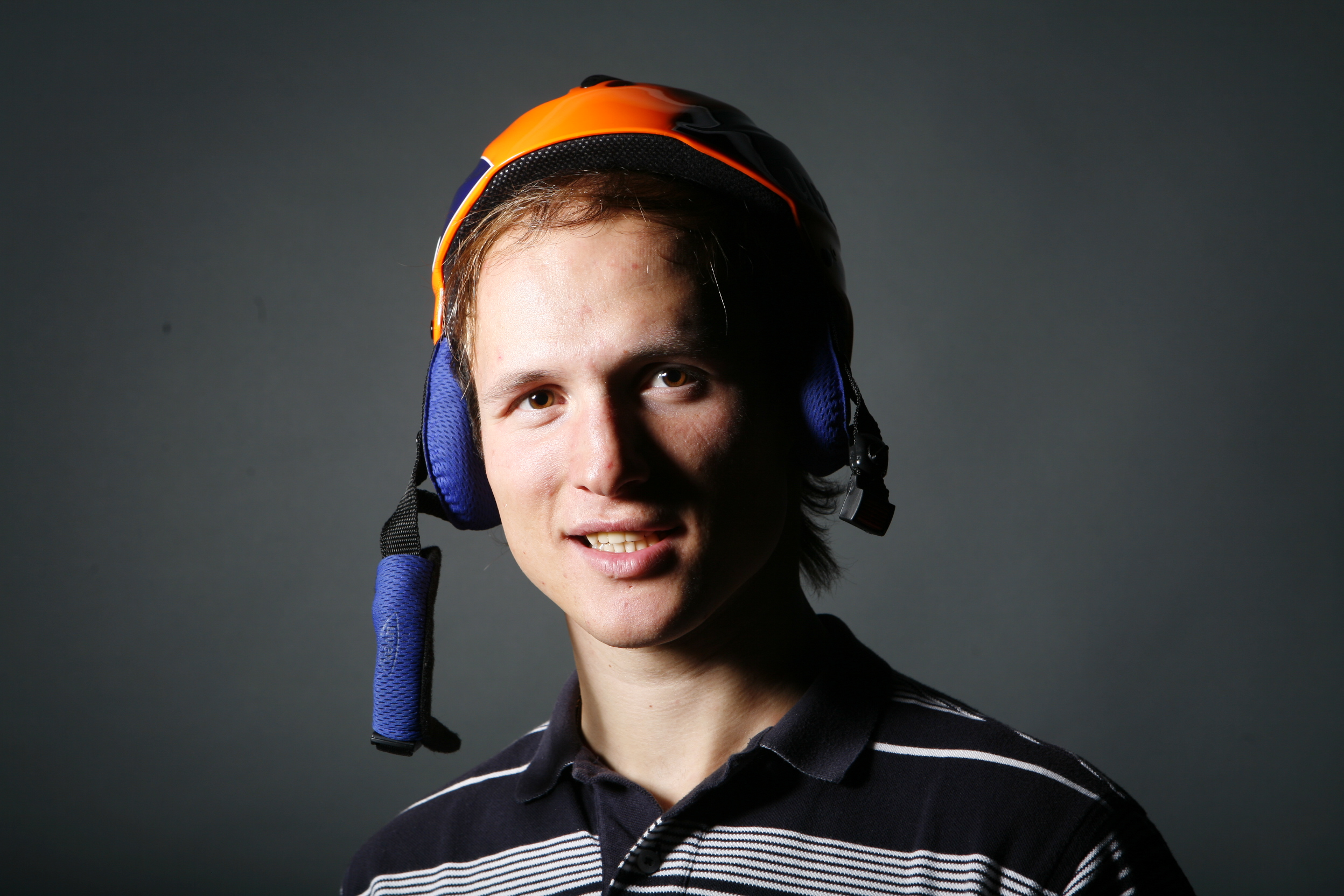
Хорошилов в 2009 году

Хорошилов дебютировал в Кубке мира в 20-летнем возрасте в декабре 2004 года в супергиганте в Валь-Гардене. Долгие годы он не показывал в Кубке мира высоких результатов. В 2000-е годы он в основном набирал очки в Кубке мира в комбинации. 22 января 2006 года россиянин впервые набрал очки в Кубке мира, заняв 8-е место в комбинации в Кицбюэле (среди 10 финишировавших), проиграв победителю более 17 секунд. 27 января 2009 года в Шладминге Хорошилов впервые в карьере попал в тридцатку лучших в слаломе в Кубке мира, заняв 25-е место. Его лучшим достижением в слаломе было 12-е место на чемпионате мира 2009 года в Валь-д’Изере. На сложной трассе финишировал во второй попытке (13 из 30 стартовавших сошли или были дисквалифицированы) и по сумме двух попыток проиграл чемпиону Манфреду Прангеру 3,78 сек. Там же в Валь-д’Изере он занял 10-е место в комбинации с проигрышем 2,91 сек чемпиону Акселю Лунду Свиндалу. На этапах Кубка мира в слаломе Хорошилов обычно боролся за попадание во вторую попытку, в которую отбираются 30 лучших по итогам первой. Попадание в первую 20-ку по итогам двух попыток было для Хорошилова редким достижением. Впервые он сумел попасть в топ-20 на этапе Кубка мира в слаломе лишь в возрасте 28 лет 11 ноября 2012 года в финском Леви (18-е место).
При этом на российском уровне Хорошилов был безусловным лидером. Впервые на чемпионате России выступил в 2000 году в Кировске и Елизово в возрасте 16 лет. В 2004 году выиграл свою первую бронзу в слаломе на чемпионате России в Саяногорске. В 2006 году он выиграл золото в слаломе на чемпионате России в Таштаголе, повторив затем свой успех в 2007 году в Саяногорске, в 2008 и 2009 годах в Шерегеше, в 2010 году в Терсколе, в 2011 и 2012 годах в Полярных Зорях. На счету Хорошилова также есть победы на чемпионатах России в суперкомбинации (Терскол-2010) и гигантском слаломе (Полярные Зори-2012) и целый ряд серебряных и бронзовых медалей в гигантском слаломе, супергиганте и суперкомбинации.

### Сезон 2014/15
В сезоне 2014/15 уже в первом слаломе Кубка мира в финском Леви 16 ноября 2014 года Хорошилов показал лучший результат в своей карьере в Кубке мира — восьмое место. На втором слаломном этапе в шведском Оре первым среди россиян в XXI веке сумел попасть в тройку лучших на этапе Кубка мира. Российским мужчинам до Хорошилова этого не удавалось ни разу. Хорошилов 0,15 сек уступил победителю Марселю Хиршеру. Через неделю в Мадонне-ди-Кампильо стал восьмым в слаломе (1,18 сек проигрыша победителю Феликсу Нойройтеру). 6 января 2015 года стал пятым в слаломе в Загребе (почти 1,5 сек проигрыша победителю Хиршеру). Через пять дней в швейцарском Адельбодене Хорошилов пятый раз подряд попал в 10-ку лучших в слаломе, став 10-м. 17 января продолжил свою серию, заняв пятое место в Венгене (0,85 сек отставания от первого места, которое занял Нойройтер). В Кицбюэле 25 января стал шестым.
27 января в Шладминге уверенно выиграл первую попытку, только Нойройтер уступил Хорошилову по её итогам менее одной секунды. Во второй попытке Хорошилов стартовал последним, до его выхода на трассу по сумме двух попыток лидировал Стефано Гросс, который проиграл Хорошилову в первой попытке 1,63 сек. По итогам двух попыток Хорошилов выиграл у Гросса 1,44 сек, а у занявшего третье место Нойройтера — более 1,5 сек. Эта победа стала первой для российских горнолыжников за всю историю мужского Кубка мира. Российские женщины последний раз побеждали на этапе Кубка мира 2 марта 1997 года, когда скоростной спуск в Японии выиграла Варвара Зеленская. Уже после 8 стартов сезона 2014/15 Хорошилов набрал больше очков в зачёте Кубка мира (380), чем за всю свою предыдущую карьеру.
На чемпионате мира 2015 года в США Хорошилов принял участие в командных соревнованиях и в слаломе. В командном первенстве сборная России вылетела уже в 1/8 финала, уступив сборной Франции. Хорошилов стал единственным из россиян, кто выиграл свой заезд, он на 0,13 сек опередил Тома Мермийо-Блондена. В последний день чемпионата, 15 февраля, горнолыжники соревновались в слаломе. На момент старта по дальневосточному времени уже наступило 16 февраля — день рождения Хорошилова. В первой попытке он проиграл 0,28 сек только лидеру Хиршеру. Занявший третье место Андре Мюрер отстал от Хорошилова на 0,38 сек. Перед второй попыткой по сумме двух заездов лидировал француз Жан-Батист Гранж, который проиграл Хорошилову в первой попытке 0,60 сек. Однако с самого начала второй попытки Хорошилов начал проигрывать Гранжу, в итоге уступив французу более 2 секунд и показав только 22-е время в этом заезде. Наименее удачно Хорошилов прошёл финальный отрезок — на последней перед финишем отсечке Хорошилов шёл даже быстрее по сумме двух попыток, чем занявший в итоге третье место Нойройтер. Хиршер не смог финишировать, и Хорошилов в итоге занял высшее в карьере на чемпионатах мира восьмое место.
Первый слалом в Кубке мира после чемпионата мира прошёл 15 марта в словенской Краньске-Горе. Хорошилов шёл четвёртым после первого заезда, а в итоге занял пятое место, более секунды проиграв победителю Хенрику Кристофферсену. На финальном этапе сезона во французском Мерибеле Хорошилов в слаломе занял третье место после Хиршера и Джулиано Раццоли, что позволило ему занять третье место в слаломе и по итогам всего сезона Кубка мира (после Хиршера и Нойройтера). До этого лучшим местом Хорошилова в зачёте слалома было 19-е по итогам сезона 2013/14. Благодаря успехам Хорошилова мужская сборная России с 503 очками заняла 10-е место в зачёте Кубка наций, опередив впервые за долго время такие страны как Хорватия, Чехия, Финляндия, Словения.

### Сезон 2015/16

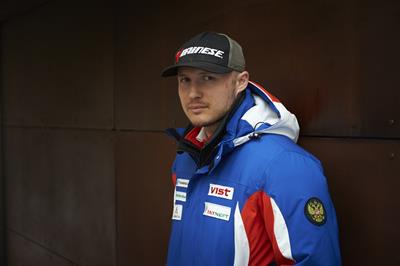
Хорошилов в 2015 году

В сезоне 2015/16 в Кубке мира Хорошилов дебютировал 13 декабря 2015 года в Валь-д’Изере, где стал 8-м в слаломе. 22 декабря россиянин занял 12-е место в слаломе в Мадонне-ди-Кампильо, прервав свою серию из 11 подряд попаданий в 10-ку лучших в слаломе на этапах Кубка мира. 6 января 2016 года Хорошилов 4-й раз в карьере попал в тройку лучших на этапах Кубка мира, заняв третье место в слаломе в Санта-Катерине (0,32 сек уступил Хиршеру и 0,11 сек — Кристофферсену). 10 января Хорошилов вновь стал третьим в слаломе на этапе Кубка мира в Адельбодене, уступив Кристофферсену и Хиршеру.
17 января Хорошилов не сумел финишировать в первой попытке в Венгене, таким образом прервав свою серию из 15 подряд этапов Кубка мира в слаломе, в которых финишировал не ниже 12-го места (в том числе пять раз попав на подиум). 24 января в Кицбюэле Хорошилов после первого заезда делил 4-е место в Хиршером в 0,34 сек за лидером Фрицем Допфером. Во второй попытке Хорошилов сошёл с трассы.
26 января в Шладминге россиянин стал третьим в ночном слаломе, и вновь компанию на пьедестале почёта ему составили Кристофферсен и Хиршер. После первой попытки Хорошилов шёл 4-м после Нойройтера, Гросса и Кристофферсена. Во второй попытке Хорошилов показал только 14-е время, но успешное прохождение самого последнего отрезка трассы (второе время из всех выступавших во второй попытке на этом отрезке после Даниэля Юля) всё же позволило россиянину стать третьим по сумме двух попыток. Вторую попытку выиграл Хиршер, который благодаря этому совершил прорыв с 22-го места на второе.
23 февраля Хорошилов стал четвёртым в параллельном слаломе в Стокгольме (в борьбе за третье место россиянин уступил Стефано Гроссу). На финальном этапе сезона в Санкт-Морице Александр занял восьмое место в слаломе. По итогам сезона 2015/16 Хорошилов стал 27-м в общем зачёте, а в зачёте слалома занял пятое место.
1 апреля 2016 года Хорошилов стал вторым в слаломе на чемпионате России в Полярных Зорях, чемпиону Павлу Трихичеву Александр проиграл 0,40 сек, хотя лидировал после первой попытки.

### Сезон 2016/17
В Кубке мира 2016/17 на первом слаломном этапе в финском Леви Хорошилов неожиданно не сумел квалифицироваться во вторую попытку (последний раз до этого в слаломе в Кубке мира не попадал в число 30 лучших в декабре 2012 года). Показал 32-й результат, от 30-го места его отделили 0,04 сек. Однако уже на втором этапе в Валь-д’Изере Хорошилов седьмой раз в карьере попал в тройку лучших на этапе Кубка мира. Быстрее были только Кристофферсен (ему Хорошилов проиграл почти две секунды) и Хиршер. 22 декабря 2016 года и 5 января 2017 года Хорошилов неудачно выступил в слаломе в Мадонне-ди-Кампильо (22-е место) и Загребе (сход во второй попытке). Успешнее сложился старт в швейцарском Адельбодене 8 января — пятое место, всего на 0,26 сек хуже результата Хиршера, занявшего третье место.
22 января Хорошилов стал третьим в слаломе в Кицбюэле, уступив 1,11 сек Хиршеру и 0,76 сек британцу Дэйву Райдингу, который впервые в карьере попал в тройку лучших на этапах Кубка мира (Райдинг был одним из партнёров Хорошилова по тренировкам). Кристофферсен в Кицбюэле сошёл в первой попытке. Через два дня в Шладминге Хорошилов вновь стал третьим в слаломе после Кристофферсена и Хиршера. После первой попытки он шёл третьим и сумел удержать свою позицию, показав (вместе с Хиршером) лучший результат во втором заезде. Хорошилов опередил опытного Жюльена Лизеру, ставшего четвёртым, на 0,90 сек по сумме двух попыток. Россиянин третий сезон подряд попал в тройку лучших на слаломном этапе в Шладминге. Благодаря этому успеху Хорошилов поднялся на 12-е место в общем зачёте Кубка мира. 31 января в параллельном слаломе в Стокгольме выбыл на стадии 1/4 финала, уступив Райдингу (в 1/8 финала россиянин опередил Себастьяна Фосса Солевога из Норвегии).

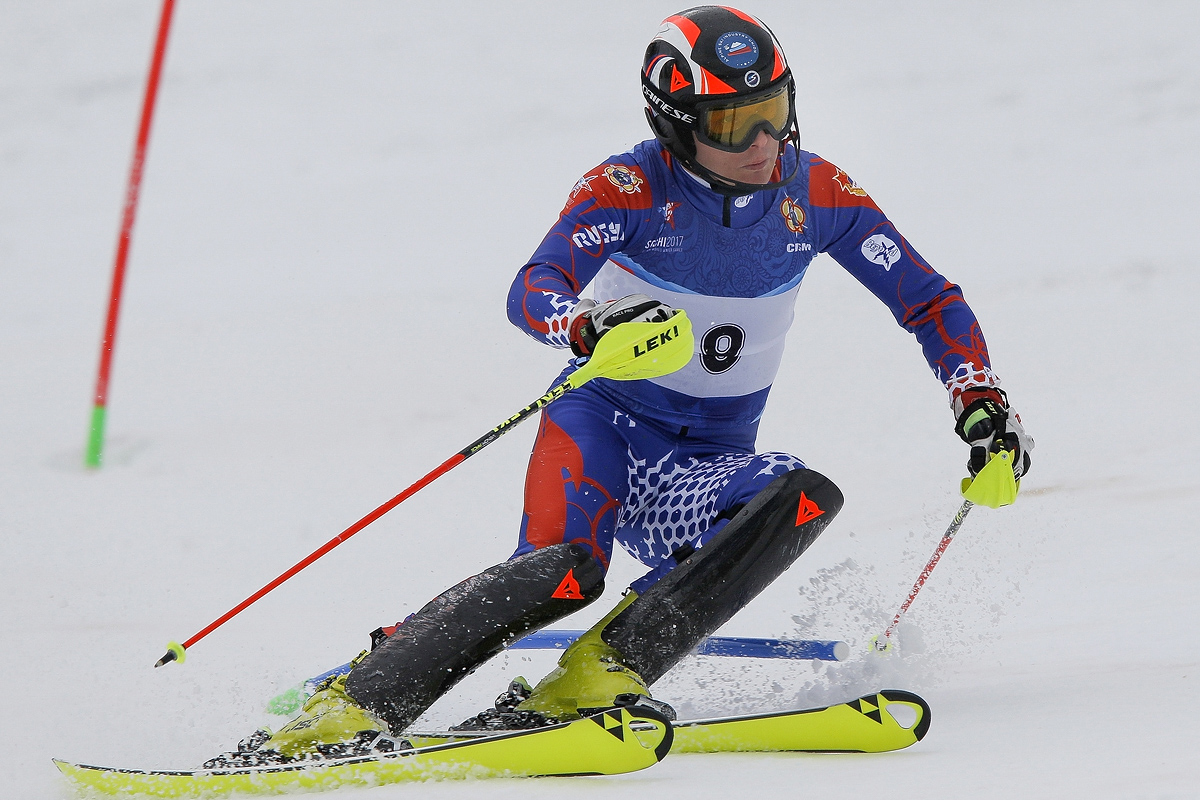
Хорошилов на Всемирных военных играх 2017 года в Сочи

На чемпионате мира 2017 года в швейцарском Санкт-Морице, который стал седьмым в карьере Хорошилова, он выступал только в слаломе. В первой попытке россиянин показал восьмой результат, уступил лидеру Хиршеру 0,68 сек, но от третьего места Михаэля Матта Хорошилова отделяли всего 0,20 сек. Во второй попытке Хорошилов показал только 11-й результат, но из-за высокой плотности результатов по сумме двух попыток сумел улучшить свою позицию, став в итоге пятым. От третьего места Феликса Нойройтера Хорошилова отделили 0,12 сек. Пятое место стало лучшим результатом в истории российского горнолыжного спорта на чемпионатах мира.
В конце февраля 2017 года Хорошилов выступил на Всемирных военных играх в Сочи. В слаломе считался одним из основных фаворитов, но в итоге занял только седьмое место из-за грубой ошибки в первой попытке (вторую выиграл с большим преимуществом). Первые 4 места в слаломе заняли итальянские горнолыжники.
Кубок мира 2016/17 завершил двумя попаданиями в 10-ку лучших в слаломе на этапах в Краньске-Горе (10-е место) и Аспене (7-е место). В общем зачёте Кубка мира россиянин занял 19-е место (372 очка), в зачёте слалома стал шестым.

### Сезон 2017/18
На первом слаломном этапе Кубка мира 2017/18, который прошел на финском курорте Леви, Хорошилов занял лишь 48-е место после первой попытки, тем самым он не смог квалифицироваться на вторую. В декабре занял 22-е место в слаломе в Валь-д’Изере (другой россиянин Павел Трихичев сумел опередить Хорошилова, став 17-м), а затем не сумел финишировать во второй попытке в слаломе в Мадонне-ди-Кампильо. 1 января 2018 года выбыл уже в первом круге в городском параллельном слаломе в Осло, уступив Дэвиду Райдингу (в следующем круге Райдинг сенсационно обошёл Марселя Хиршера). В январе 2018 года Хорошилов также стал 22-м в слаломе в Загребе, 17-м в Адельбодене, а также не сумел финишировать в первой попытке слалома в Венгене.
Олимпийские игры 2018 года в Пхёнчхане стали для Хорошилова четвёртыми в карьере. В слаломе неудачно выступил в первой попытке, показав только 21-е время, отстав на 2 секунды от лидера Кристофферсена. Во второй попытке Хорошилов выступил гораздо лучше — пятое время, но по сумме двух попыток занял 17-е место (более секунды отставания от тройки призёров). Хорошилов также выступил в командных соревнованиях, олимпийские спортсмены из России уступили в 1/8 финала сборной Норвегии 0-4, Хорошилов проиграл Лейфу Кристиану Хёугену 0,91 сек по сумме двух заездов. Норвежцы затем завоевали бронзовые награды.
После Олимпийских игр выступил на одном этапе Кубка мира в Краньске-Горе в начале марта, где не финишировал во второй попытке. По итогам сезона Хорошилов занял только 29-е место в зачёте слалома и 91-е место в общем зачёте. Впервые за долгое время Хорошилов не стал лучшим среди россиян в Кубке мира, Павел Трихичев занял 57-е место в общем зачёте.
20 марта 2018 года Хорошилов вновь стал чемпионом России в слаломе в Полярных Зорях, опередив второго призёра Владислава Новикова более чем на 4 секунды по сумме двух попыток (основной конкурент Хорошилова Трихичев не финишировал в первой попытке).

### Сезон 2018/19
В первом слаломе сезона в Кубке мира в финском Леви Хорошилов не сумел финишировать в первой попытке. Остался в Финляндии и в конце ноября 2018 года выступил на двух этапах Кубка Европы, где занял 6-е и 3-е места. 22 декабря набрал первые очки в Кубке мира, став 23-м в слаломе в Мадонне-ди-Кампильо (более двух секунд проигрыша победителю Даниэлю Юле). В январе 2019 года трижды попадал в топ-20 на этапах Кубка мира в слаломе: 14-е место в Адельбодене (в итоге это был лучший результат в сезоне), 19-е место в Венгене и 15-е место в Шладминге. Уже к концу января Хорошилов набрал больше очков в зачёт Кубка мира, чем за весь сезон 2017/18. В начале февраля стал вторым на этапе Кубка Европы в швейцарском Гштаде, уступив только хорвату Иштоку Родесу.
На чемпионате мира 2019 года в шведском Оре Хорошилов выступил только в слаломе и занял 15-е место (1,99 сек проигрыша чемпиону Хиршеру).
10 марта занял 16-е место на этапе Кубка мира в Краньске-Горе. По итогам сезона занял 83-е место в общем зачёте Кубка мира. В конце марта Хорошилов занял второе место в слаломе на чемпионате России в Елизово, уступив 0,28 сек 22-летнему Семёну Ефимову и на 0,06 сек опередив Павла Трихичева.

### Сезон 2019/20
В начале сезона в Кубке мира Хорошилову не удавалось подняться выше 14-го места на слаломных этапах. Однако 19 января 2020 года в швейцарском Венгене россиянин сумел впервые с января 2017 года подняться на подиум этапа Кубка мира. Хорошилов в слаломе уступил только французу Клеману Ноэлю и норвежцу Хенрику Кристофферсену. При этом Хорошилов всего на 0,02 сек опередил норвежца Себастьяна Фосса-Солевога. Также для Хорошилова это стало 30-м в карьере попаданием в топ-10 на этапе Кубка мира. 8 февраля в Шамони Хорошилов провёл ещё один успешный слалом в Кубке мира, став шестым (победа вновь досталась Ноэлю). По итогам сезона, который был завершён досрочно из-за пандемии коронавируса, Хорошилов занял 10-е место в зачёте слалома и 40-е место в общем зачёте, показав лучшие результаты за три сезона.

### Сезон 2020/21
10 января 2021 года в Адельбодене впервые в сезоне попал в 10-ку лучших в слаломе на этапах Кубка мира, заняв 10-е место. При этом результаты были очень плотными, серебряному призёру Линусу Штрассеру Хорошилов проиграл всего 0,37 сек. В конце января россиянин дважды занимал седьмое место в слаломе в Шладминге и Шамони. 31 января сошёл во второй попытке слалома в Шамони, это был уже 4-й сход в 9 стартах в слаломе в Кубке мира 2020/21. 21 февраля 2021 года на чемпионате мира в Кортине-д’Ампеццо стартовал в слаломе, но не сумел финишировать в первой попытке. Чемпионат мира стал девятым подряд в карьере Хорошилова. 14 марта занял 21-е место в слаломе на этапе Кубка мира в Краньске-Горе, проиграв победителю Клеману Ноэлю более трёх секунд. Хорошилов занял 59-е место в общем зачёте Кубка мира и 20-е в слаломе.
2 апреля выиграл золото в слаломе на чемпионате России в Елизово, опередив Ефимова на 0,97 сек.

### Сезон 2021/22
22 декабря 2021 года занял 23-е место в слаломе на этапе Кубке мира в Мадонне-ди-Кампильо, проиграв победителю почти две секунды. 9 января 2022 года стал 19-м в слаломе на этапе Кубка мира в Адельбодене, проиграв победителю Йоханнесу Штрольцу 1,45 сек. 16 января в Венгене вновь занял 19-е место в слаломе на этапе Кубка мира, уступив победителю Лукасу Бротену 1,73 сек. 25 января впервые в сезоне попал в топ-10 слалома в австрийском Шладминге, заняв 8-е место и уступив победителю 0,62 сек.
На Олимпийских играх 2022 года, которые стали пятыми в карьере Хорошилова, он занял 10-е место в слаломе. Хорошилов впервые попал в 10-ку лучших на Олимпийских играх.

## Достижения
- Третье место в зачёте слалома в Кубке мира 2014/15
- Победа на этапе Кубка мира 2014/15 в австрийском Шладминге (27 января 2015) — первая победа на этапах мужского Кубка мира для российских горнолыжников (советские горнолыжники последний раз побеждали на этапах Кубка мира усилиями Александра Жирова в марте 1981 года)
- Третье место в слаломе на этапе Кубка мира 2014/15 в шведском Оре (14 декабря 2014) — первое в истории призовое место на этапах мужского Кубка мира для российских горнолыжников
- Третье место в слаломе на финальном этапе Кубка мира 2014/15 во французском Мерибеле
- 5-е место в слаломе на чемпионате мира 2017 года в Санкт-Морице (высшее место на чемпионатах мира в истории российского горнолыжного спорта)
- 8-е место в слаломе на чемпионате мира 2015 года в Бивер-Крике (США)
- 10-е место в слаломе на зимних Олимпийских играх 2022 года в Пекине (0,38 сек отставания от бронзового призёра)
- 10-е место в комбинации на чемпионате мира 2009 года в Валь-д’Изере (Франция)
- Участник 5 подряд зимних Олимпийских игр (2006, 2010, 2014, 2018, 2022)
- Участник 9 подряд чемпионатов мира (2005, 2007, 2009, 2011, 2013, 2015, 2017, 2019, 2021)
- Многократный чемпион России

### Зимние Олимпийские игры
| Олимпийские игры | Скоростной спуск | Супергигант | Гигантский слалом | Слалом | Комбинация | Команды |
| ---------------- | ---------------- | ----------- | ----------------- | ------ | ---------- | ------- |
| 2006 Турин       | 38               | 41          | —                 | DNF1   | 22         | н/д     |
| 2010 Ванкувер    | 45               | 28          | 38                | 23     | 21         | н/д     |
| 2014 Сочи        | —                | —           | —                 | 14     | 30         | н/д     |
| 2018 Пхёнчхан    | —                | —           | —                 | 17     | —          | 1/8     |
| 2022 Пекин       | —                | —           | —                 | 10     | —          | —       |

### Чемпионаты мира
| Чемпионат мира           | Скоростной спуск | Супергигант | Гигантский слалом | Слалом | Комбинация | Команды | Паралл. гигантский слалом |
| ------------------------ | ---------------- | ----------- | ----------------- | ------ | ---------- | ------- | ------------------------- |
| 2005 Бормио              | DNF              | —           | —                 | DNS    | DNF        | —       | н/д                       |
| 2007 Оре                 | 43               | 43          | 31                | DSQ    | DNF        | —       | н/д                       |
| 2009 Валь-д’Изер         | —                | 30          | DNF               | 12     | 10         | н/д     | н/д                       |
| 2011 Гармиш-Партенкирхен | —                | DNF         | 53                | DNF    | —          | —       | н/д                       |
| 2013 Шладминг            | —                | —           | —                 | DNF    | 23         | —       | н/д                       |
| 2015 Вейл/Бивер-Крик     | —                | —           | —                 | 8      | —          | 1/8     | н/д                       |
| 2017 Санкт-Мориц         | —                | —           | —                 | 5      | —          | —       | н/д                       |
| 2019 Оре                 | —                | —           | —                 | 15     | —          | —       | н/д                       |
| 2021 Кортина-д’Ампеццо   | —                | —           | —                 | DNF1   | —          | —       | —                         |

### Подиумы на этапах Кубка мира (10)
| №  | Сезон   | Дата        | Место проведения | Дисциплина | Место | Отчёт |
| -- | ------- | ----------- | ---------------- | ---------- | ----- | ----- |
| 1  | 2014/15 | 14 дек 2014 | Оре              | Слалом     | 3     |       |
| 2  | 2014/15 | 27 янв 2015 | Шладминг         | Слалом     | 1     |       |
| 3  | 2014/15 | 22 мар 2015 | Мерибель         | Слалом     | 3     |       |
| 4  | 2015/16 | 6 янв 2016  | Санта-Катерина   | Слалом     | 3     |       |
| 5  | 2015/16 | 10 янв 2016 | Адельбоден       | Слалом     | 3     |       |
| 6  | 2015/16 | 26 янв 2016 | Шладминг         | Слалом     | 3     |       |
| 7  | 2016/17 | 11 дек 2016 | Валь-д’Изер      | Слалом     | 3     |       |
| 8  | 2016/17 | 22 янв 2017 | Кицбюэль         | Слалом     | 3     |       |
| 9  | 2016/17 | 24 янв 2017 | Шладминг         | Слалом     | 3     |       |
| 10 | 2019/20 | 19 янв 2020 | Венген           | Слалом     | 3     |       |